# Thomas Xenakis
Thomas Xenakis (griechisch Θωμάς Ξενάκης, * 30. März 1875 in Naxos; † 7. Juli 1942 in Orange County, USA) war ein griechischer Turner.
Xenakis nahm an den Turnwettbewerben der Olympischen Spiele 1896 in Athen teil. Im Tauhangeln gewann er Silber nach seinem Landsmann Nikolaos Andriakopoulos. Xenaki war außerdem Mitglied in der griechischen Barrenmannschaft. In dieser gewann er im Team seine zweite Silbermedaille am Parallelbarren.